# Сунь Ятсен
Сунь Ятсе́н (кит. 孙逸仙, Сунь Исянь, также известен как Сунь Вэнь и Сунь Чжуншань; 12 ноября 1866 — 12 марта 1925) — китайский революционер и политический деятель, основатель партии Гоминьдан. Один из основателей и первый Президент Китайской Республики (с 1 января по 1 апреля 1912 года), один из наиболее почитаемых в Китае (в том числе, на Тайване) политических деятелей.
Происходил из бедной крестьянской семьи хакка. Получал традиционное китайское образование, далее учился на Гавайях в миссионерской школе. Завершил образование в Гонконге, где окончил английскую школу (1884) и Гонконгский медицинский колледж для китайцев (1892), занимался медицинской практикой в Макао. Сформулировав программу возрождения Китая, пытался обращаться к высокопоставленному сановнику Ли Хунчжану, однако был проигнорирован. Во время японо-китайской войны перешёл на радикальные антимонархические и антиманьчжурские позиции, создал в эмиграции партию «Синчжунхой» (1894). После провала восстания в Гуанчжоу 1895 года Сунь Ятсен эмигрировал в Японию, откуда отправился в США и Европу. В Лондоне была предпринята попытка его похищения цинскими властями, вызвавшая большой общественный резонанс. В 1905 году основал в Японии революционную группу «Тунмэнхуэй», программой которой были сформулированные Сунем «три народных принципа», трактовка содержания которых существенно менялась со временем. В период 1905—1911 годов организовал около десяти локальных восстаний в разных провинциях Китая.

## Биография

### Годы учения (1866—1894)

#### Становление
Ко времени рождения Сунь Ятсена пять поколений его предков проживали в деревне Цуйхэн уезда Сяншань в дельте Жемчужной реки. Ближайшим городским центром, расположенным в 40 китайских вёрстах южнее, был Макао. Семейство Суней было по происхождению из хакка, но не стало селиться в близлежащих деревнях этой субэтнической группы. Отец — Сунь Дачэн (1813—1888) — в четырнадцать лет осиротел и стал работать на семейном поле. Однако оно было слишком малым и не годилось для выращивания риса, поэтому Дачэн занимался отхожим промыслом в Макао, где поднялся от носильщика до портного. У его жены, урождённой Ян, были перевязанные ноги, однако она вынуждена была работать в поле. Их первенец — Сунь Мэй — родился в 1854 году. Совсем молодым он отправился в Гонолулу, где его в 1879 году навестила мать. Двое дядей — братьев Дачэна — сгинули в Калифорнии, куда отправились на заработки во время «золотой лихорадки». Старшая из дочерей умерла в раннем возрасте, младшей тоже перевязали ноги, чтобы повысить ей шансы на удачное замужество. Самый младший из сыновей появился на свет в шестой день десятой луны пятого года под девизом Тунчжи (12 ноября 1866 года), и получил имя Дэмин — «Ясная добродетель» (德明). О его первых тринадцати годах жизни неизвестно ничего. Предположительно, он помогал отцу в полевых работах, кормил свиней и ходил в горы за хворостом, и посещал начальную школу, которую содержал местный клан.
Брат Сунь Мэй сумел открыть на острове Мауи продуктовую лавку, а потом приобрёл ферму площадью 6 акров, на которой работали выходцы из родной деревни Цуйхэн. Он посылал домой достаточно средств, чтобы Дачэн мог арендовать землю и нанимать батраков. Младший сын в сопровождении матери 2 мая 1879 года из Гонконга был отправлен в Гонолулу. По позднейшим воспоминаниям, в британской колонии у будущего революционера впервые пробудился интерес к Западу и вообще миру за пределами Китая. Увидев, что младший брат отличается способностями, Сунь Мэй отдал его в англиканский пансион Иолани на острове Мауи, в котором тот проучился три года. Он настолько овладел английским языком, что в июле 1882 года получил награду за успехи в грамматике. В миссионерской школе посещение церковных служб и ежедневные молитвы и изучение Библии были обязательными; в раннем возрасте Сунь Ятсен приучился отождествлять христианство с прогрессом. После выпуска из школы его перевели в американский колледж Оаху, окормляемый конгрегационалистами, где младший Сунь обучался азам медицины и права. Однако Сунь Мэй был обеспокоен интересом брата к христианству и отходом от родовых культов (и даже желанием отрезать косу), поэтому в 1883 году отправил его обратно на малую родину. Здесь случился скандал, поскольку Сунь Дэмин с приятелем Лу Хаодуном, который прежде учился у миссионеров в Шанхае, разгромил храм местного божества. Родителям пришлось отправить сына в Гонконг.

#### Несостоявшийся медик
Весной 1884 года Сунь поступил в Государственную центральную школу с обучением на английском и китайском языках. 4 мая 1884 года, несмотря на неодобрение отца и старшего брата, он принял крещение у американского врача-миссионера Чарльза Роберта Хагера вместе с Лу Хаодуном. Крестильное имя его стало Жисинь, «Прогрессирующий». Своего наставника он даже возил на малую родину и представил родителям. Далее по воле родителей он согласился на договорный брак и женился на купеческой дочери Лу Мучжэнь (1867—1952). Молодая жена оставалась в Цуйхэне и не участвовала в жизни своего мужа. Сунь Мэй попытался вызвать своего брата на Гавайи, но в 1886 году согласился с его выбором и даже стал продолжать денежные выплаты. Выбор будущей профессии был невелик: будучи хакка и крестьянином, не получив классического образования, Сунь Ятсен не мог поступить в технические и военно-морские заведения Шанхая или Фучжоу. Преподобный Хагер предлагал сделаться священником, но в Гонконге не было семинарии, и, движимый стремлением познать Запад, он приступил к изучению медицины в Кантонской больнице, а в следующем году перевёлся в Гонконгский медицинский колледж для китайцев. В колледже Сунь познакомился с учеником немецких миссионеров сыном богатого купца Чжэн Шиляном, который был связан с тайными обществами Гуандуна. Пять лет медицинского образования сильно изменили взгляды Сунь Ятсена и привели к завязыванию социальных связей с соучениками более высокого происхождения. Дружеский кружок этих лет прозвали «четырьмя великими смутьянами»; они собирались в лавке Ян Хэлина и дискутировали о месте Китая в мире и способах возвращения величия стране. 23 июля 1892 года Сунь Ятсен окончил медицинский колледж, будучи первым из двенадцати своих однокашников. Поскольку это был первый выпуск, он был торжественно обставлен. Однако полученное образование не позволяло заниматься практикой, поскольку для этого требовалась бакалаврская квалификация со специализацией на общей терапии, хирургии, зубном деле или фармацевтике. Мари-Клер Бержер отмечала, что очень сложно понять, каков был уровень квалификации Сунь Ятсена, когда он окончил образование. Его дипломы не признавались ни португальскими, ни британскими властями Макао и Гонконга. Принципиальным отличием положения Сунь Ятсена, вероятно, уникальным для его времени, было то, что он был свободен от любых обязанностей по отношению к семье, в том числе заработка, так как его самого, жену и детей содержал брат Сунь Мэй. Сунь Ятсен получил приглашение работать в больнице Цзинху в Макао, практиковавшей китайскую медицину, с жалованьем 108 лянов серебра. Однако уже в декабре 1892 года он открыл аптеку на улице Каодуй и смог забрать к себе жену и детей. Весной 1893 года он перебрался в Гуанчжоу, где также практиковал китайскую медицину, всё более и более убеждаясь, что это занятие «слишком мелкое» для его амбиций
В начале 1890-х годов у Сунь Ятсена, вероятно, только налаживались контакты с тайными обществами, которые затем сыграли большую роль в организуемых им восстаниях. Какое-то представление будущий революционер имел и о Тайпинском восстании, с которым были связаны родственники Лу Хаодуна. Более того, гонконгские друзья по медицинскому училищу прозвали Суня «Хун Сюцюанем» в честь вождя восстания. С Триадами был связан сотрудник Кантонской больницы Чжэн Шилян, но тесно Сунь Ятсен стал с ним общаться не раньше 1894 года. О духовной эволюции революционера в этот период нет никаких источников в его переписке или дневниках, не оставил он и сочинений. В поздних речах он упоминал, что именно в Гонконге осознал масштабы коррупции в администрации и экономическую отсталость Гуандуна, поскольку регулярно ездил на малую родину. Согласно «Автобиографии», после поражения Китая в войне с Японией в 1895 году, Сунь Ятсен пришёл к выводу, что династия, которая не способна защитить Китай, должна быть свергнута. Интеллектуальная среда благоприятствовала таким идеям: ещё в 1887 году известный филантроп Хэ Ци опубликовал в гонконгской газете «China Mail» серию статей с проектом комплексной реформы Китая, намного радикальнее той, что предлагались участниками «движения за усвоение заморских дел». Хэ Ци предлагал перестроить органы управления государством, набрать компетентных чиновников, и реформировать систему образования. Он полагал, что военная слабость Китая порождалась его неспособностью приспособить образ жизни и внутреннюю организацию общества к реалиям современной жизни. Сунь Ятсен не мог мыслить по-другому, тем более, что в миссионерской школе и в институте изучал историю Европы и США, и глубоко почитал Наполеона и Вашингтона.
Признанным лидером движения самоусиления был в тот период первый министр Ли Хунчжан, покровительствовавший ряду чиновников-предпринимателей, которые рассуждали примерно так же, как Хэ Ци. Чжэн Гуаньин в 1893 году выпустил сборник статей «Слова об опасности в век процветания», в котором развивал те же аргументы, рассуждал об устарелости абсолютизма. Это было проявлением так называемого движения «чистых обсуждений», участниками которого были компрадорские элиты портов, открытых для иностранцев, и наиболее свободомыслящие пекинские чиновники, осознающие масштабы кризиса китайской монархии. Постепенно происходила политизация провинциальных элит Цзянсу, Чжэцзяна и Гуандуна, которые на свои средства были вынуждены осуществлять благотворительные и общественные работы, социальную помощь и даже самооборону, и были заинтересованы в решении проблем национального масштаба. Именно в это движение попытался влиться Сунь Ятсен. Однако его не воспринимали всерьёз из-за крестьянского происхождения и «бесполезного» миссионерского образования. Между тем, ещё в 1890 году Сунь попытался написать бывшему консулу в Японии и США Чжэн Цзаожу, который в тот период руководил таможенной службой Тяньцзиня. В 1893 году, навсегда бросив медицинскую практику, Сунь Ятсен решил сделаться профессиональным политиком, и попытался добиться личной встречи с Ли Хунчжаном, чтобы вручить ему меморандум с предложением о реформах. В Шанхае Лу Хаодун представил его под именем Сунь Вэнь знаменитому журналисту Ван Тао, который согласился представить рекомендации для Ли Хунчжана. Сунь Ятсен встречался с Чжэн Гуаньином, показывал ему текст своего меморандума, и даже встретил сочувственный приём. Сунь рассчитывал на должность переводчика с английского и знатока дел Запада. Ли Хунчжан отказался от встречи с гуандунцем, даже не имевшим конфуцианского образования. Однако Сунь Ятсен опубликовал свою официальную петицию в миссионерском журнале «Ваньго гунбао», в редакции которого сотрудничал Ван Тао. Текст вышел в сентябрьском номере за 1894 год. Не получив ответа (в автобиографии он даже не стал упоминать о меморандуме), Сунь Вэнь уехал на Гавайи.

### Становление революционера (1895—1905)

#### Октябрьское восстание 1895 года
В период 1895—1900 годов Сунь Ятсен пребывал за пределами Китая. 24 ноября 1894 года он создал на Гаваях свою первую организацию «Синчжунхой», которое в следующем году было переведено в Гонконг. Изначально это было тайное общество землекопов (всего около 20 человек), которые планировали немедленную организацию восстания. Устав организации фактически был декларацией патриота: автор подчёркивал, что Китай одновременно столкнулся с агрессией заморских держав и слабостью и некомпетентностью маньчжурского правительства. Восстание должно было дать стране «новую жизнь». В сохранившемся тексте нет упоминаний о свержении династии и установлении республики, хотя, по-видимому, эти пункты могли быть в устной клятве. Её содержание неизвестно, однако, Сунь Ятсен требовал от участников своей организации клятвы на Библии. Впервые Сунь Ятсен продемонстрировал умение мобилизовать людей, привлечь их на свою сторону, и финансировать предприятие. В составе организации были либо однокашники Суня, либо деловые партнёры его брата. В Гонконге в организации на первые места вышли Чэнь Шаобо и Чжэн Шилян, а в состав «Общества обновления Китая» вошло «Литературное общество развития гуманности», носившее антиманьчжурский характер. Его 16 членов были христианами, которые были связаны с английскими судовыми компаниями. Финансовую помощь оказывали, по-видимому, Хэ Ци, и уроженец Сяншани Хуан Юншан, отец которого был первым китайцем, обучавшимся в США. Он вложил в восстание 8000 серебряных долларов, продав для этого один из доходных домов. Хэ Ци иногда участвовал в заседаниях общества, хотя никогда не входил в его состав. Видимо, его заслугой была серия статей в англоязычной газете «China Mail» (первая была напечатана 10 марта 1895 года), где группа Сунь Ятсена именовалась «Партией реформ». В статье от 23 мая утверждалось, что после победы революции и свержения маньчжуров в Китае будет установлена конституционная монархия, и повторялись излюбленные идеи Хэ Ци, а не Сунь Ятсена. Вероятно, самому вождю в тот момент подобные вопросы казались слишком далёкими от насущной повестки дня — подготовки восстания, в котором должны были участвовать: китайская диаспора Гонконга, тайные общества Гуандуна и купеческие элиты Кантона. По-видимому, заговорщики рассчитывали на британские власти, которым предлагалось открытие рынка Китая.
Летом 1895 года в восточных уездах Гуандуна прокатилась волна вооружённых выступлений членов тайных обществ и разбойников «зелёного леса», к октябрю их масштабы увеличились. Общество возрождения Китая запланировало восстание на 26 октября, собрав средства на 3000 наёмников из прибрежных уездов. Они должны были собираться на Коулуне и быть доставлены по реке в Гуанчжоу вместе с оружием. Далее в составе четырёх отрядов они должны были соединиться с речными пиратами. Договариваться с городскими элитами должен был Сунь Ятсен, действовавший под прикрытием Ассоциации сельскохозяйственных исследований. Его главным контактом стал богатый чиновник Ли Сюэсюнь, который держал тотализатор на результаты государственных экзаменов, и, по слухам, мечтал захватить власть в Китае и основать собственную династию. Обстоятельства их знакомства неизвестны, однако Ли Сюэсюнь был уроженцем Сяншани. Основной ударной силой должны были стать китайцы-христиане, штаб-квартира Ассоциации располагалась в книжном магазине при котором была пресвитерианская часовня. Владелец и священник были членами Синчжунхоя, и устроили склад оружия. Восстание провалилось: в день его начала хранитель тайника заявил, что отправка задерживается на сутки. Сунь Ятсен принял решение отменить операцию, но телеграмма была отправлена из Гуанчжоу в Гонконг слишком поздно: 400 наемников погрузились на борт речного парохода. На рассвете 28 октября пароход был перехвачен властями уезда Гуанчжоу, которые были предупреждены британской администрацией. Среди схваченных заговорщиков был Лу Хаодун, который даже под пытками не выдал организаторов. Сунь Ятсен срочно уехал из Кантона в Макао, а оттуда в Гонконг, однако власти колонии объявили его в розыск. «Союз возрождения Китая» был обезглавлен.

#### Инцидент в Лондоне
30 октября 1895 года Сунь Ятсен отплыл в Японию. Во время недолгого пребывания в Иокогаме он создал ячейку «Союза возрождения Китая» в местном гуандунском землячестве, а также отказался от традиционной причёски с косой — символом подчинения маньчжурам, и стал носить европейский деловой костюм. Внешние изменения совпали с использованием термина «революция» (кит. 革命, пиньинь gémìng, палл. гэмин) в его пропагандистских выступления. Это сочетание иероглифов имеет значение смены политического режима в силу утраты предыдущим правителем Небесного мандата. Руководить ячейкой был оставлен Чэнь Шаобо, не раскрытый полицией Чжэн Шилян остался в Гонконге связным, а сам Сунь Ятсен с января по июнь 1896 года жил в доме своего брата в Гонолулу. Здесь он воссоединился с вдо́вой матерью, женой и сыном Сунь Фо.
Потерпев поражение в Китае и Гонконге, Сунь Ятсен решился использовать финансовый и организационный потенциал китайской общины США. Однако во время пребывания в Штатах (три летних месяца 1896 года) он находился в поле внимания цинских агентов, поэтому его пропагандистские усилия не дали результатов. Наставник по Гонконгскому медицинскому колледжу доктор Кентли выслал ему приглашение в Лондон, куда эмигрант прибыл 30 сентября. Китайская дипломатическая миссия наняла частного детектива, который осуществлял круглосуточное наблюдение за революционером. Полномочный министр Гун Чжаоюань принял решение о захвате беглого преступника и депортации его в Китай. Для этого он договорился с секретарём миссии сэром Хэллидеем Макартни (врачом по образованию и потомком первого английского посла в Пекине). Британское министерство иностранных дел в ответ на посольский запрос отказалось экстрадировать Сунь Ятсена в Китай. Однако 11 октября 1896 года Сунь Ятсен всё-таки оказался на территории посольства и не мог отправить сообщение друзьям. Сам он утверждал, что не знал, как выглядит посольская резиденция и позволил завлечь себя на её территорию. Посол утверждал, что революционер по доброй воле пришёл в дипломатическую миссию. Эта история очень сложна для исследования. По словам М.-К. Бержер, посольство располагалось близ дома Кентли, который советовал Сунь Ятсену обходить его как можно дальше. В конце жизни Сунь Ятсен утверждал, что сам пришёл в посольство, движимый идеей бросить вызов цинским властям («наивность, граничащая с откровенной глупостью»). Он провёл в заключении пять дней, пока Гун Чжаоюань разрабатывал маршрут тайного вывоза революционера из Великобритании. Сунь Ятсен общался со слугой Джорджем Коулом, который за ним присматривал, и постепенно сумел его расположить, напирая на классовую солидарность, и объявив себя главой «китайских социалистов», как рассказывал сам Коул. Он также отдал Коулу 20 фунтов стерлингов, которые у него были при себе, и посулили ещё тысячу после побега. Наконец, Коул согласился передать доктору Кентли записку Сунь Ятсена, и в кратчайший срок была развёрнута грандиозная шумиха в британской прессе. Попытка Кентли обратиться в Скотленд-Ярд и в Форин-офис была безуспешна, однако публикация в «Таймс» привела к немедленным действиям. Китайская миссия была взята под надзор полиции, все суда, направлявшиеся в Китай, были подвергнуты обыску. Сэру Макартни было предписано воздействовать на министра Гуна и освободить Сунь Ятсена, в противном случае Лондон заявлял, что потребует отзыва посла за превышение полномочий. 22 октября большое интервью с Кэнди опубликовала «The Globe», утренний выпуск 23 октября начался большой передовой статьёй об освобождении революционера. Вечером того же дня Сунь Ятсен покинул здание цинской миссии. Сделавшись на короткий срок известным, Сунь Ятсен постарался максимально использовать доступные медиаресурсы для пропаганды своей личности и идей. Он хорошо говорил по-английски и убедил британских журналистов, что не является заговорщиком, а, напротив, «добропорядочным патриотом». Синолог Герберт Джайлз предложил Сунь Ятсену составить описание своего приключения, которое вышло в начале 1897 года под названием «Похищенный в Лондоне», было переведено на русский и китайский языки и хорошо продавалось в Шанхае.
До июля 1897 года Сунь Ятсен квартировал у доктора Кентли, интенсивно заполняя пробелы в образовании (наставник предоставил ему собственную библиотеку) и ведя светскую жизнь. Он обзавёлся кругом европейских друзей, в число которых входили участники колонизации Южной Африки и даже ирландский националист, а также куратор Британской библиотеки Роберт Дуглас и японский ботаник Минаката. Много времени Сунь Ятсен проводил в библиотеке Британского музея, в которой познакомился с русскими политическими эмигрантами, из которых ближе всех сошёлся с Феликсом Вадимовичем Волховским, который перевёл историю пленения и освобождения Сунь Ятсена на русский язык. В марте и июле 1897 года Сунь Ятсен опубликовал две статьи в британской прессе с умеренными проектами реформ, которые сочетали положения его меморандума Ли Хунчжану и идеи Хэ Ци. Содержательно статья о судебной реформе сочетала острую критику отсталости Китая и призыв к поддержке реформаторов со стороны британских правящих кругов. Впрочем, британское правительство даже не стало отменять указа о высылке Сунь Ятсена из Гонконга.

#### Япония
С августа 1897 года Сунь Ятсен на долгие годы обосновался в Японии, и попытался вжиться в местное общество. За следующие три года он в достаточной степени освоил японский язык и принял имя Накаяма Кикори, завязал множество дружеских и социальных связей. Особенно глубокие дружеские чувства связывали его с Миядзаки Торадзо. По мнению М. Бержер, опыт японских реформ сыграл для становления Сунь Ятсена — политика большую роль, чем англосаксонские миссионеры. В тот период японский истеблишмент, подвергаясь унижениям со стороны Запада, стремился создать с Китаем паназиатскую общность, был заинтересован в новых политических лидерах нового Китая, поэтому японские реформаторы охотно привечали не только Суня, но и Кан Ювэя и Лян Цичао. Однако попытки практических действий для Ятсена были неизменно провальными: в 1898 году он попытался поднять восстания силами китайских диаспор на Филиппинах, в Сингапуре и Гонконге. Провалом окончилось и октябрьское восстание 1900 года в Хуэйчжоу, несмотря на большую японскую помощь, в том числе финансовую. В Японии Сунь Ятсен имел полуофициальный статус как консультант по китайским делам и носитель языка для Хираяма Сю. Однако большого успеха в правительственных кругах Сунь Ятсен тогда не снискал. Японская сторона, скорее, была заинтересована в сотрудничестве Кан Ювэя и Сунь Ятсена, и сам он успешно опробовал методы объединения. Однако общения между лидерами китайской оппозиции не получилось: Кан Ювэй назвал Суня «необразованным крестьянином» и считал, что тот сильно унизил китайскую сторону во время лондонского инцидента. Не удалось найти общего языка и с Лян Цичао.
При посредничестве Хираяма Сю Сунь Ятсен ещё в 1898 году вступил в переговоры с сектой «Общество старших братьев» и направил эмиссаров в Хунань и Хубэй. В 1899 году благодаря усилиям Чэнь Шаобо в Гонконге впервые в истории удалось устроить встречу глав Триад и Общества старших братьев. Они признали верховенство Сунь Ятсена и прислали ему печать, однако фактически никаких подготовительных действий к началу восстания так и не было сделано. Во время Ихэтуаньского восстания в 1900 году Общество перешло на сторону Ассоциации защиты императора, основанной Кан Ювэем. Разгром Пекина коалицией восьми держав весьма подтолкнул местнические и сепатаристские устремления генерал-губернаторов центрального и южного Китая. Летом 1900 года при посредстве Лю Сюэсуня Сунь Ятсен попытался обратиться к генерал-губернатору Гуандуна Ли Хунчжану с предложением провозгласить независимость Южного Китая, но не преуспел и на этот раз.

### «Тунмэнхой» (1905—1911)
В 1899 году Сунь Ятсен создаёт газету Союза возрождения Китая «Чжунго жибао» («Китайская газета»). Редакция газеты становится и местом, где начинается планирование нового восстания. Однако, как и предыдущее, оно заканчивается неудачей ещё на ранней стадии отчасти из-за неожиданного для Сунь Ятсена отказа Японии помогать ему. Он понимает, что иностранные державы всегда будут преследовать собственный интерес, и полагаться на них нельзя. Тогда он пытается найти опору в паназиатской идее, начинает интересоваться событиями, происходящими на политических фронтах соседей Китая. В это время он знакомится с Мариано Понсе (англ. Mariano Ponce), филиппинским писателем, врачом, активным участником национального движения на Филиппинах, что приводит к его активной помощи филиппинскому народу в освободительной борьбе.
Союз возрождения Китая не был, по сути, революционной организацией с привлечением широких масс населения. Несмотря на продуманную организацию действий по осуществлению восстания, у руководителей не было чётких представлений о том, как же должна осуществиться революция в масштабе всей страны. Делалось предположение, что и армия и население стихийно присоединятся к восставшим. Эти предположения строились не на пустом месте: антиманьчжурские настроения действительно были весьма сильны. Однако большей частью Союз состоял из представителей лишь нескольких слоёв общества. Среди участников были представители интеллигенции, помещики и буржуазия, недовольные цинской монархией и желавшие становления Китая на путь капитализма. Путь к революционным массам ещё только открывался.

### Синьхайская революция. Временный президент (1911—1912)
После победы Учанского восстания в октябре 1911 году Сунь Ятсен вернулся в Китай и был избран временным президентом Китайской республики и перенёс  столицу в Нанкин, но вскоре был вынужден оставить этот пост в пользу командующего императорской армии Юань Шикая, не столь популярного, но опирающегося на поддержку многочисленной Бэйянской армии. В 1912 году создал партию Гоминьдан, которую возглавлял до конца жизни.

### Борьба с диктатурой Юань Шикая (1913—1916)
В 1913 году Сунь Ятсен, верно предположив наличие у Юань Шикая намерения реставрировать монархию (что тот действительно попытается сделать двумя годами позднее), провозгласил начало второй революции в целях упреждения бэйянской милитаристской клики, но потерпел фиаско и был вынужден бежать в Японию. 
В 1915 году Сунь Ятсен, будучи в эмиграции, женился на одной из сестёр Сун, Сун Цинлин, которая была на 27 лет младше него и вышла замуж вопреки воле родителей. Впоследствии его жена играла важную роль в политической жизни Гоминьдана, а потом и КНР.
После смерти Юань Шикая в 1916 году Сунь Ятсен безуспешно пытался создать коалицию с Чэнь Цзюнмином, захватившим власть в Гуандуне.

### Альянс с коммунистами и Коминтерном (1917—1924)
В 1917 году Сунь Ятсен начал подготовку к походу на Север, к Пекину. Но в мае 1918 года он был вынужден уехать в Шанхай, где завершил работу над «Программой строительства государства», в которой он сформулировал идею синтеза капитализма и социализма. В конце 1920 года он вернулся в Гуанчжоу, где в апреле 1921 года действовавший там парламент избрал его президентом Китайской Республики; вновь началась подготовка к походу на Север.
В 1922 году происходит столкновение между Cунь Ятсеном и Чэнь Цзюнмином. В 1923 году Сунь Ятсен объявляет о создании Кантонского правительства и, чтобы отразить японскую агрессию и объединить Китай, идет на сотрудничество с коммунистами с надеждой на военную и финансовую поддержку Коминтерна. Считает высшей целью создать мощную державу, которая сможет занять принадлежащее ей по праву место среди сверхдержав, борется за отмену всех неравноправных договоров. Серьёзно берётся за подготовку современной армии, основав военную академию Вампу, где преподавали советские специалисты.
В последние годы жизни Сунь Ятсен стал сторонником последовательного союза с СССР. С уважением относился к Владимиру Ленину, с которым переписывался ещё до Октябрьской революции, после его кончины отправил в Москву телеграмму, в которой содержались такие слова:

За многие века мировой истории появились тысячи вождей и учёных с красивыми словами на устах, которые никогда не проводились в жизнь. Ты, Ленин, исключенье. Ты не только говорил и учил, но претворил свои слова в действительность. Ты создал новую страну. Ты указал нам путь…
Опубликованные документы ЦК ВКП(б) и Коминтерна свидетельствуют, что в Москве долго не понимали масштабов личности Сунь Ятсена и его проектов, вдобавок, обе стороны преследовали свои цели. Открыто обратившись к СССР, с осени 1923 года правительство Сунь Ятсена стало получать запрошенную помощь в виде направления политических и военных советников, поставки оружия начались с октября 1924 года. Сунь Ятсену требовалась от советской стороны помощь оружием и финансовыми средствами, в которых ему было отказано странами Запада. В свою очередь, после провала революционных восстаний в Европе (особенно в Германии), Советский Союз и Коминтерн были заинтересованы в единственной в то время в Китае революционной базе, но негативно относились к личности Сунь Ятсена и проводимой им политике.

### Попытки примирения. Жизненный финал (1925)
В конце 1924 года Сунь Ятсен отправился в поездку по Северному Китаю в надежде провести переговоры с военными лидерами провинций, однако в ходе поездки серьёзно заболел. Сунь Ятсен умер от рака печени 12 марта 1925 года в Пекине, за год до начала организованного им Северного похода, почти исполнившего его мечту об объединении страны. Согласно его предсмертному желанию, он был похоронен на горе Цзыцзиньшань в Нанкине в мавзолее. Со вполне очевидным символизмом мавзолей для отца-основателя республики был в сжатые сроки возведён на южном склоне этой горы, в километре к востоку от мавзолея Сяолин основателя Империи Мин Чжу Юаньчжана.
Посмертно правительством Китая в 1940 году ему был присвоен титул «Отца нации».

## Личность. Частная жизнь
По многочисленным воспоминаниям современников, Сунь Ятсену были одновременно присущи темперамент и самообладание, при этом его изысканные манеры никогда не мешали прямым высказываниям. Когда власти иностранного сеттльмента хотели запретить ему остановиться в собственном шанхайском доме в 1924 году, президент «напомнил им, кто именно является гостем в Китае». Он отличался бескорыстием, после кончины осталась только библиотека и скромно обставленный дом, хотя он много лет распоряжался значительными суммами, собираемыми по всему миру китайскими общинами. Он стремился до конца поддерживать дружеские связи со всеми окружавшими его людьми, например, попросил отыскать в Лондоне Джорджа Коула — англичанина-разнорабочего, который помог ему бежать из цинского посольства. Оказалось, что тот скончался, и тогда президент распорядился выплачивать его вдове пожизненную пенсию. Обладая харизмой, он умел найти общий язык с представителями практически всех социальных слоёв — от кули до компрадоров и иностранных дипломатов. По воспоминаниями профессора Колумбийского университета Натаниэля Пеффера, Сунь Ятсен при публичных выступлениях не повышал голоса, слова сливались единым потоком, но он заражал слушателей достоинством, энтузиазмом и очевидной искренностью. Журналист Дж. Эллис Баркер, общавшийся с Сунем в 1921 году, также утверждал, что язык его был понятен широким массам рабочих и крестьян, и хотя говорил тихо и «почти монотонно», почти не жестикулируя, он мог воздействовать на публику.
Сунь Ятсен был образованным человеком, как по китайским, так и европейским меркам. Он был начитан в китайских классиках и занимался каллиграфией. Рано столкнувшись с европейской системой образования, он сознательно стремился синтезировать ценности Востока и Запада, предпочитая читать по-английски. Проживая в Лондоне, он много работал в библиотеке Британского музея, и авторов круга своего чтения неизменно цитировал в собственных трудах, это были: Монтескьё, Маркс, Милль и Генри Джордж. Также он максимально стремился быть в курсе последних достижений в области политики, дипломатии, международного права, военных и военно-морских вопросов, и даже земледелия и скотоводства. Классическое китайское образование он получил уже после завершения английского школьного и медицинского обучения. Юй Инши считал, что китайским конфуцианским каноном и традиционной историографией Сунь Ятсен заинтересовался в Гонконге не ранее 1886 года. В одной из своих речей Сунь Ятсен иронически заявил, что впервые прочитал конфуцианские каноны в английском переводе. Глубокое воздействие оказала на него концепция Великого единения (Да тун), возможно, почерпнутая из общения с Ван Тао. Приняв крещение, он крайне редко посещал церковь и не придерживался обрядовой стороны веры, хотя усердно проповедовал учение «Христа-революционера» как перед западными слушателями, так и китайцами. Это не противоречило его обращению к воле Неба и поклонению гробнице Чжу Юаньчжана в Нанкине. По некоторым свидетельствам, на смертном одре Сунь Ятсен сравнил себя с Христом и заявил, что так же был послан Богом для спасения мира. Некоторые его действия в предшествующие периоды свидетельствуют, что Сунь был искренне убеждён в своей божественной миссии.
Несмотря на внешнюю простоту быта, Сунь Ятсен ценил комфорт. В местах своего постоянного проживания он обязательно устраивал библиотеку и площадку для крикета, вероятно, единственного вида спорта, которым он интересовался. Ничего не известно о его отношении к театру и кинематографу и вообще об эстетических запросах. В пище он был привередлив, следил за своим рационом, предпочитая рыбу и овощи, а также употребляя много фруктов. Сунь Ятсен не любил чай, редко употреблял алкоголь и никогда не курил.
- Женщины в жизни Сунь Ятсена
- Сунь Ятсен, Лу Мучжэнь и трое их детей
- Каору Оцуки в двенадцатилетнем возрасте
- Сунь Ятсен, Сун Цинлин (справа) и Умэя Сокити в 1916 году
- Сунь Ятсен и Сун Цинлин в 1924 году

Сунь Ятсен был склонен к донжуанству. Даже будучи женатым на Лу Мучжэнь, около 1891 года он завёл себе в Гонконге наложницу по имени Чэнь Цуйфэнь, которая отправилась с ним в эмиграцию. Чэнь Цуйфэнь сопровождала Сунь Ятсена, по крайней мере, до начала Синьхайской революции, сделавшись секретарём и доверенным лицом. Детей у них не было, однако Чэнь Цуйфэнь удочерила девочку. В 1898 году в Иокогаме Сунь Ятсен вступил в связь с 15-летней дочерью своего квартирного хозяина по имени Оцуки Каору. Далее они расстались до 1905 года, когда Сунь официально женился на Оцуки Каору, оставаясь в браке с Лу Мучжэнь. После отъезда Сунь Ятсена 12 февраля 1906 года родилась дочь, принятая семьёй Миякава, и названная Миякава Фумико. О существовании японской семьи Сунь Ятсена стало известно после работ исследователя Кубота Бундзи. От законной жены Лу Мучжэнь у Сунь Ятсена был сын Сунь Фо и дочери Сунь Янь и Сунь Вань. Сын и старшая дочь родились в родной деревне Цуйхэн, и в 1905 году вместе с матерью переехали на Гавайи, а далее продолжили образование в США. Сунь Янь скончалась в 19-летнем возрасте в 1913 году в Макао. Младшая дочь вышла замуж за Дай Эньсая — министра иностранных дел Гуанчжоуского правительства, и дожила в Макао до 1979 года. Из-за постоянных разъездов Сунь Ятсен почти не занимался делами семьи. Он не был у смертного одра своей матери, брата Сунь Мэя и дочери Сунь Янь. Чтобы жениться на Сун Цинлин, в 1915 году он развёлся с Лу Мучжэнь, которая дожила в Макао до 1952 года. Брак Сунь Ятсена и Сун Цинлин был бездетным.

## Политическая философия